# Ligier JS29
La Ligier JS29 è una monoposto di Formula 1, costruita dalla scuderia francese Ligier per partecipare al Campionato mondiale di Formula 1 1987. Fu progettata da Michel Tétu e Michel Beaujon.

La JS29B motorizzata Megatron al debutto nel Gran Premio di San Marino 1987

Originariamente la monoposto era stata sviluppata per impiegare un motore Alfa Romeo, specificamente un quattro cilindri in linea turbo da 1,5 litri. L'accordo tra la casa italiana e il team francese, formalizzato nel corso del 1986, venne in seguito stralciato soprattutto per ragioni «politiche»: da una parte per l'imminente messa al bando dei propulsori sovralimentati in Formula 1 prevista per la fine del 1987, scadenza che aveva portato a un primo, parziale disimpegno della stessa Alfa Romeo verso lo sviluppo del suo motore; e dall'altra per la successiva acquisizione della casa milanese da parte del gruppo Fiat che, essendo già proprietario della Ferrari, non aveva interesse a mettere in piedi una concorrenza interna sull'asse Arese-Maranello.
La vettura fu così frettolosamente riprogettata nelle poche settimane precedenti l'inizio del campionato, attorno a un nuovo motore Megatron anch'esso con le specifiche tecniche del precedente; per questo ritardo, la squadra dovette saltare la prima gara della stagione a Jacarepaguá. La nuova JS29B debuttò quindi a Imola, ma il 1987 si rivelò un anno deludente per la Ligier, che colse un unico punto iridato gazie al sesto posto di René Arnoux nel successivo appuntamento di Spa-Francorchamps.
La vettura fu ulteriormente sviluppata ed evoluta nella versione JS29C, introdotta a Le Castellet, tuttavia afflitta da una inaffidabilità cronica che sfocerà in numerosi ritiri.